# Amgen
Amgen is een Amerikaanse multinational die biofarmaceutische producten op de markt brengt. Amgen is 's werelds grootste onafhankelijke biotechnologische bedrijf.

## Activiteiten
Amgen heeft zijn hoofdzetel in Thousand Oaks (Californië). Het is de grootste werkgever van die stad en de op een na grootste van heel Ventura County, na de United States Navy. Het bedrijf stelt ongeveer 24.000 mensen te werk. In 2019 werd driekwart van de totale omzet gerealiseerd in de Verenigde Staten. In de periode 2015-2019 besteedde het bedrijf gemiddeld bijna US$ 4 miljard per jaar aan onderzoek- en ontwikkeling.
Tot de producten van het bedrijf horen Epogen, Aranesp, Enbrel, Kineret, Neulasta, Neupogen, Sensipar/Mimpara, Nplate, Vectibix, Prolia en Xgeva. Het bedrijf werkt voor bepaalde zaken samen met andere bedrijven zoals Pfizer, GlaxoSmithKline, Takeda Pharmaceutical Company, Kyowa Hakko Kirin, Daiichi Sankyo en Array BioPharma.

## Geschiedenis
AMGen (Applied Molecular Genetics Inc.) werd officieel opgericht op 8 april 1980. Private-equity investeerder Bill Bowes was een van de oprichters. Op 17 juni 1983 kreeg het bedrijf een notering op de NASDAQ aandelenbeurs. Bij de introductie haalde het bedrijf zo'n US$ 40 miljoen op ter financiering van de activiteiten. Tegelijkertijd werd de schrijfwijze van de naam gewijzigd in Amgen. In 1989 werd de eerste buitenlandse vestiging geopend in Zwitserland. In de jaren erna werden meer Europese vestigingen geopend waaronder een grote fabriek en distributiecentrum in Breda. Sinds begin september 2020 maakt het bedrijf deel uit van de Dow Jones Industrial Average aandelenindex, het nam de plaats in van concurrent Pfizer.
In december 2022 maakte het de overname bekend van Horizon Therapeutics. Dit biofarmaceutisch bedrijf is gevestigd in Dublin en richt zich op behandelingen voor zeldzame auto-immuunziekten. Het realiseerde in 2021 een omzet van ruim US$ 3 miljard. Amgen heeft een bod gedaan ter waarde van US$ 26 miljard. Het Franse Sanofi en het Amerikaanse Johnson & Johnson waren ook in de race voor dit bedrijf, maar haakten af toen de overnameprijs te hoog werd. De transactie moet nog worden goedgekeurd door de toezichthouders.

## Trivia
Sinds 2006 sponsort Amgen de Ronde van Californië, een belangrijk wielerevenement in de Verenigde Staten. De ronde heet daardoor officieel de Amgen Tour of California.